# 李云 (羽毛球运动员)
李云（1997年1月15日—），女，江西人，中国羽毛球运动员。

## 簡歷
2015年11月，李云代表国家队參加秘魯利馬舉行的世界青年羽毛球錦標賽，助球隊贏得團體賽冠軍。同月，她轉戰巴西羽毛球大獎賽，在女單決賽與沈雅颖激战三局後落敗，得到亞軍。

## 主要比賽成績
只列出曾進入準決賽的國際賽事成績：
| 年份   | 賽事                     | 公開賽級別 | 項目     | 成績   |
| ------ | ------------------------ | ---------- | -------- | ------ |
| 2015年 | 世界青年羽毛球錦標賽     | 其他       | 混合團體 | 冠軍   |
| 2015年 | 巴西羽毛球大獎賽         | 大獎賽     | 女子單打 | 亞軍   |
| 2016年 | 中國羽毛球國際挑戰賽     | 國際挑戰賽 | 女子單打 | 準決賽 |
| 2018年 | 土耳其羽毛球國際賽       | 國際系列賽 | 女子單打 | 亞軍   |
| 2019年 | 奧地利羽毛球公開賽       | 國際挑戰賽 | 女子單打 | 準決賽 |
| 2019年 | 印尼瑪琅市長羽毛球大師賽 | 超級100賽  | 女子單打 | 準決賽 |
| 2019年 | 薩洛盧羽毛球公開賽       | 超級100賽  | 女子單打 | 冠軍   |

| 2007-2017年 | 首要超級賽 | 超級賽 | 黃金大獎賽 | 大獎賽 | 國際挑戰賽 | 國際系列賽 | 未來系列賽 | 其他 |

| 2018-2026年 | 總決賽 | 超級1000賽 | 超級750賽 | 超級500賽 | 超級300賽 | 超級100賽 | 國際挑戰賽 | 國際系列賽 | 未來系列賽 | 其他 |